# Wendy Williams
Wendy Joan Williams-Hunter (tên khai sinh: Wendy Joan Williams; sinh ngày 18/7/1964) là người dẫn chương trình, diễn viên, tác giả, nhà thiết kế thời trang và cựu phát thanh viên người Mỹ. Cô cũng là MC cho chương trình talk show của chính mình là The Wendy Williams Show.